# Óscar Santis
Óscar Alexander „Lelito” Santis Cayax (ur. 25 marca 1999 w Mazatenango) – gwatemalski piłkarz występujący na pozycji skrzydłowego, reprezentant Gwatemali, od 2025 roku zawodnik Antigui GFC.
Profesjonalnymi piłkarzami są również jego ojciec Óscar Santis oraz brat Diego Santis.

## Kariera klubowa
Santis pochodzi z Mazatenango i jako czternastolatek rozpoczął treningi w szkółce juniorskiej tamtejszego klubu CSD Suchitepéquez. Tam jednym z jego trenerów był jego ojciec. W wieku 16 lat za kadencji szkoleniowca Waltera Claverí zadebiutował w gwatemalskiej Liga Nacional, 4 października 2015 w wygranym 3:1 spotkaniu z Antiguą GFC. W wiosennym sezonie Clausura 2016 jego zespół zdobył mistrzostwo Gwatemali, jednak on sam nie zagrał w żadnym meczu. W 2018 roku spadł z Suchitepéquez do drugiej ligi gwatemalskiej.
W styczniu 2020 Santis został wypożyczony na pół roku do krajowego potentata, stołecznego Comunicaciones FC. Później jego wypożyczenie zostało przedłużone o kolejny rok. Pierwsze gole w lidze gwatemalskiej strzelił 9 listopada 2020 w wygranym 4:0 meczu z Sacachispas, trzykrotnie wpisując się na listę strzelców. Szybko zyskał opinię jednego z najzdolniejszych graczy młodego pokolenia w Gwatemali.

## Kariera reprezentacyjna
Pierwsze powołanie do reprezentacji Gwatemali U-20 Santis otrzymał od Éricka Gonzáleza na konsultacje w kwietniu 2016. W październiku 2018 został powołany przez Davida Gardinera na Mistrzostwa CONCACAF U-20. Tam rozegrał wszystkie cztery mecze w pełnym wymiarze czasowym i strzelił dwa gole – w meczach z Gujaną (4:0), oraz Kajmanami (2:2). Jego drużyna odpadła z turnieju już w fazie grupowej.
W lipcu 2019 Santis znalazł się w ogłoszonym przez Éricka Gonzáleza składzie reprezentacji Gwatemali U-23 na środkowoamerykańskie preeliminacje do igrzysk olimpijskich w Tokio, zakończone dla jego drużyny niepowodzeniem.
W seniorskiej reprezentacji Gwatemali Santis zadebiutował za kadencji selekcjonera Amariniego Villatoro, 24 lutego 2021 w wygranym 1:0 meczu towarzyskim z Nikaraguą.